# Harmony (contea di Beaver)
Harmony è una township degli Stati Uniti d'America, nella contea di Beaver nello Stato della Pennsylvania. Secondo il censimento del 2000 la popolazione è di 3.373 abitanti.

## Società

### Evoluzione demografica
La composizione etnica vede una prevalenza della razza bianca (97,48%) seguita da quella afroamericana (1,45%), dati del 2000.
| township di Harmony Popolazione |       |
| 2000                            | 3.373 |
| Stima al 2009                   | 3.032 |